# Kalar
Kalar (arab. ‏كلار‎; kurd. Kelar) – miasto w Iraku. Leży na południu Regionu Kurdystanu w muhafazie As-Sulajmanijja.